# 安森 (德克薩斯州)
安森（英語：Anson）是一個位於美國德克薩斯州瓊斯縣的城市。根據2010年美國人口普查，該地共人口2430人，而該地的面積約為7.20平方千米。同時該地也是瓊斯縣的縣治。

## 地理
安森的座標為32°21′06″N 97°23′23″W / 32.35167°N 97.38972°W，而該地的平均海拔高度為527米（即1729英尺）。